# شعب ناتشيز

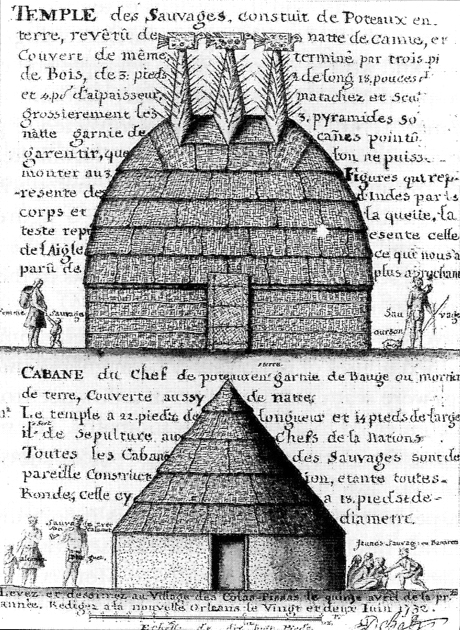
رسمة تمثل بيوت ونمط عيش شعب ناتسيز قديما

شعوب ناتشيز هي شعوب أمريكية أصلية عاشت في ناتشيز بلافز في وادي المسيسيبي الأدنى، قرب مدينة ناتشيز الحالية، مسيسيبي في الولايات المتحدة. كانوا يتحدثون لغة معزولة ليس لها لغات أقارب معروفة، على الرغم من أنها قد تكون قريب إلى حد بعيد من اللغات المسكوكية لتحالف كريك. أشار أحد خبراء الجغرافيا الأمريكيين القدماء في قاموسه الجغرافي عام 1797 إلى أنهم كانوا معروفين أيضًا باسم «هنود مجموعة الشمس».
يشتهر شعوب الناتشيز بأنهم حضارة المسيسيبي الوحيدة التي تمتلك مميزات المشيخة المركبة، والتي بقيت موجودة لفترة طويلة خلال فترة الاستعمار الأوروبي. شهدت مجتمعات مسيسيبية أخرى في الجنوب الشرقي تحولات مهمة بعد فترة قصيرة من اتصالها بالإمبراطورية الإسبانية أو بالقادمين الجدد عبر المحيط. يشتهر الناتشيز أيضًا بأنه كان لديهم نظام اجتماعي غير عادي لطبقات النبلاء وبممارسات التزاوج الخارجي. كان مجتمع قرابة أمومي بشكل كبير، ويحسب فيه النسب من جهة الأنثى. كان القائد الأعلى الذي يسمى الشمس العظمى هو دائمًا ابن الشمس الأنثى، وتكون ابنته هي أم الشمس العظمى التالي. ضمن ذلك بقاء الرئاسة تحت سيطرة سلالة الشمس الوحيدة. لم يتوصل علماء الأعراق البشرية إلى اتفاق حول كيفية عمل النظام الاجتماعي لشعب الناتشيز في الأصل، ويعد هذا الأمر مثيرًا للجدل إلى حد ما.
في عام 1731، هُزم الناتشيز بعد عدة حروب مع الفرنسيين. نُقل معظم الأسرى الناجين إلى سانت دومينغو وتم بيعهم كعبيد؛ لجأ بعضهم الآخر إلى قبائل أخرى، كقبيلتي تشيكاساو وكريك المسكوكيتين وقبيلة شيروكي المتحدثة باللغة الإيروكواسية. حاليًا، توجد معظم عائلات ومجتمعات الناتشيز في أوكلاهوما، حيث يتم تسجيل أفراد الناتشيز في مدينتي شيروكي وموسكوجي (كريك) المعترف بهما فيدراليًا في أوكلاهوما. تعترف ولاية كارولاينا الجنوبية بكلا مجتمعي الناتشيز.

## ما قبل التاريخ
سبق شعب الناتشيز التاريخي في المنطقة ما دعاه علماء الآثار حضارة بلاكويمين المحلية، وهي جزء من حضارة المسيسيبي الكبرى ما قبل التاريخ، التي امتدت عبر وادي مسيسيبي السفلي وروافده. كان أكبر مركز لهم في كاهوكيا، إيلينوي حاليًا، بالقرب من التقاء أنهار إلينوي وميسوري ومسيسيبي. كانت شعوبهم مشهورة بمجتمعاتها الهرمية، وبناء السدود الترابية المعقدة وتشييد التلال المسطحة، وزراعة الذرة بشكل كثيف.
تشير الأدلة الأثرية إلى أن الشعوب في حضارة بلاكويمين، توسع من حضارة كوليس كريك، عاشوا في منطقة ناتشيز بلافز على الأقل منذ عام 700 بعد الميلاد. تقع ناتشيز بلافز على طول الجانب الشرقي من نهر المسيسيبي في مسيسيبي حاليًا. خلال أواخر عصر ما قبل التاريخ، نحو عام 1500، احتل شعوب حضارة بلاكيومين الأرض بين النهر الأسود الكبير في الشمال حتى نهر هوموتشيتو في الجنوب. بنى شعوب بلاكيومين العديد من التلال السطحية، بما فيها تلة إيميرالد، ثاني أكبر هيكل في العصر ما قبل الكولومبي في أميركا الشمالية شمال المكسيك. كانت تلة إيميرالد مركزًا احتفاليًا مهمًا.
استخدم الناتشيز تلة إيميرالد في وقتهم، لكنهم هجروا الموقع قبل عام 1700. تحول مركز قوتهم إلى قرية ناتشيز الكبرى. كانت القرية الكبرى تحوي بين ثلاثة إلى خمسة تلال مسطحة.
بحلول عام 1700، احتل الناتشيز منطقة تغطي تقريبًا المساحة بين فيرتشايلدز كريك وساوث فورك كولز كريك في الشمال حتى سانت كاترين كريك في الجنوب. تشكل هذه المنطقة تقريبًا النصف الشمالي من مقاطعة آدامز الحالية، في المسيسيبي.

## فجر التاريخ
ربما تكون أول رواية أوروبية عن الناتشيز قد جاءت من مجلات البعثات الإسبانية لإرناندو دي سوتو. اصطدمت بعثة دي سوتو عام 1542 بمشيخة قوية واقعة على الضفة الشرقية لنهر المسيسيبي. كانت تطلق عليها المصادر المحلية «كويغوالتام» تيمنًا باسم الحاكم الأسمى. ناقش العديد من العلماء فيما إذا كانت هذه المشيخة هي مرحلة إيميرالد (1500-1680) من مشيخة الناتشيز التي كانت في أوج نفوذها في ذلك الوقت. كانت المواجهة قصيرة وعنيفة؛ هاجم السكان الاصليون الإسبان وطاردوهم بزوارقهم. لم يحدث أي تواصل أوروبي مع السكان الأصليين في هذه المنطقة لأكثر من 140 عامًا، لكنهم عانوا من أوبئة أمراض معدية انتقلت إليهم بصورة غير مباشرة من سكان أصليين أمريكيين آخرين من تجار أوروبيين. أدت هذه التدخلات وغيرها إلى انخفاض حاد في عدد السكان الأصليين. بحلول الفترة التاريخية تحولت السلطة المحلية إلى قرية ناتشيز الكبرى.